# 巴博劍齒虎
巴博劍齒虎（Barbourofelis）是巴博劍齒虎科下最近期之一類，其體型有獅般大小。牠們生存於中新世晚期，約1500-600萬年前，有著巴博劍齒虎科中最長的犬齒，達22厘米長。牠們的下頜骨有明顯的凸緣，而頭顱骨的形狀很不尋常。巴博劍齒虎可能是非常強壯，像熊的獅，或是像獅的熊。

## 化石發現
巴博劍齒虎的化石是於1947年，由古生物學家巴博（E. H. Barbour）在美國內布拉斯加州發現。但是巴博在發現化石後便死亡，故這些化石便以他為名。

## 古生態學
巴博劍齒虎化石所發現的地點在中新世時期時屬於草原、河岸沖積林與濕地的混合生態系。同時期生活在此的草食動物包括遠角犀、奇角鹿、古駱駝、新三趾馬和矮三趾馬；以及肉食動物包括偽劍虎、上犬、恐犬和郊熊。